# Jernbanegade (Sønderborg)
 For alternative betydninger, se Jernbanegade. (Se også artikler, som begynder med Jernbanegade)
 Der er for få eller ingen kildehenvisninger i denne artikel, hvilket er et problem. Du kan hjælpe ved at angive troværdige kilder til de påstande, som fremføres i artiklen.

Jernbanegade er en gade i Sønderborg. Gaden er 450 meter lang, hvoraf de 180 meter er gågade. Cirka midt på strækningen krydses Perlegade.
Gaden blev for en stor del anlagt i slutningen af 1920'erne, da der i forbindelse med bygningen af Kong Christian den X's Bro blev skabt forbindelse mellem Sønderborgs to stationer, Sønderborg H og Amtsbanegården. Jernbanesporet blev lagt i midten af vejen, og man kunne derfor frem til nedlæggelsen af Mommarkbanen i 1962 opleve toge mídt i trafikken.
| Trafik | Spire Denne trafikartikel er en spire som bør udbygges. Du er velkommen til at hjælpe Wikipedia ved at udvide den. |

54°54′37.01″N 9°47′29.01″Ø / 54.9102806°N 9.7913917°Ø